# Вакцинація проти COVID-19 у Німеччині
Вакцинація проти COVID-19 у Німеччині — це кампанія масової імунізації населення Німеччини проти COVID-19 під час пандемії коронавірусної хвороби. Вакцинальна кампанія в країні розпочалась 26 грудня 2020 року. Станом на 16 грудня 2021 року принаймні одну дозу отримали 60679186 осіб (73 % від загальної кількості населення), а 58174724 особи були повністю вакциновані (70 % від загальної кількості населення). Станом на 8 квітня 2023 року 63,6 мільйона осіб (76,4 % від загальної кількості населення) отримали «Grundimmunisierung» (дві дози або одну дозу та перенесли інфекцію), тоді як 52,1 мільйона осіб (62,6 %) отримали принаймні одну додаткову бустерну дозу вакцини.
У січні 2023 року міністерство охорони здоров'я заявило, що на той час витрати на вакцини становлять 13,1 мільярда євро.

## Використання вакцин

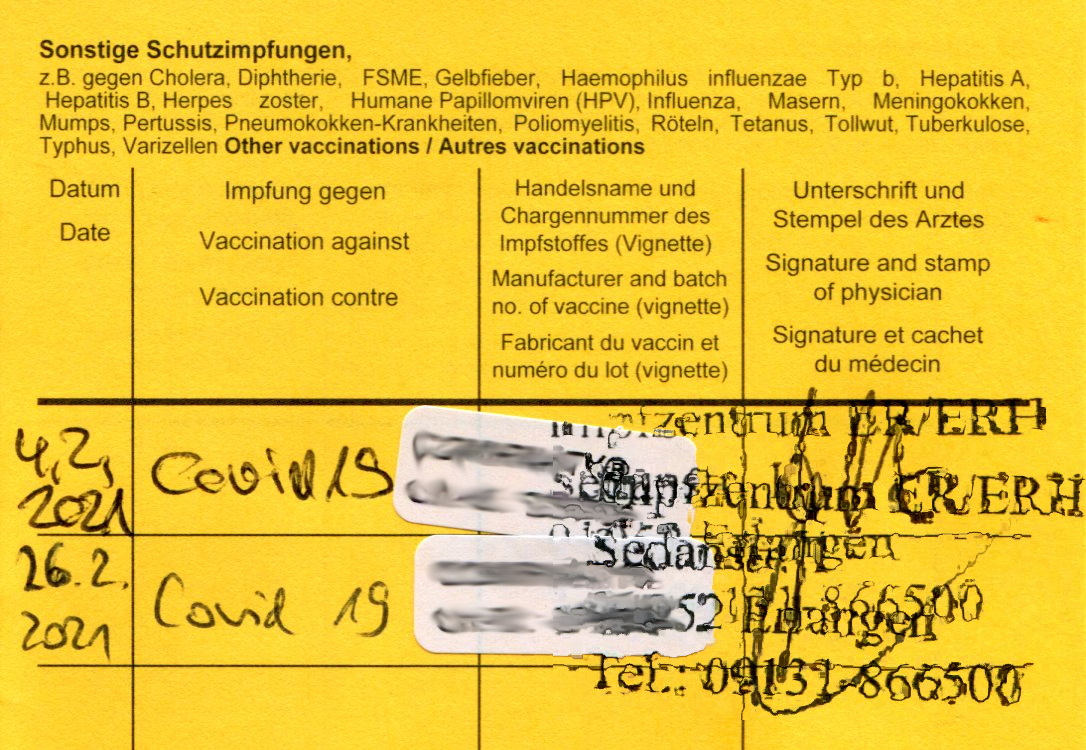
Німецьке свідоцтво про вакцинацію з підтвердженням дводозового щеплення від COVID-19G

У світі існує низка вакцин проти COVID-19, які знаходяться на різних стадіях розробки. Станом на 15 травня 2021 року Європейське агентство з лікарських засобів перевіряло ті, що станом на липень 2023 року знаходяться в нижчеперерахованому списку в рядку «очікують на розгляд» у колонці «схвалення», або з неясним статусом.
| Вакцина                                 | Схвалення                                          | Застосування                                      |
| --------------------------------------- | -------------------------------------------------- | ------------------------------------------------- |
| Pfizer–BioNTech                         | 21 грудня 2020                                     | 26 грудня 2020                                    |
| Moderna                                 | 6 січня 2021                                       | 12 січня 2021                                     |
| Oxford–AstraZeneca                      | 29 січня 2021                                      | 7 лютого 2021                                     |
| Janssen                                 | 11 березня 2021                                    | 5 травня 2021                                     |
| Novavax                                 | 20 грудня 2021                                     | 21 березня 2022                                   |
| VLA2001                                 | 24 червня 2022                                     | 9 вересня 2022                                    |
| VidPrevtyn Beta                         | 10 листопада 2022                                  | 12 грудня 2022                                    |
| Bimervax (Вакцина HIPRA проти COVID-19) | 30 березня 2023                                    | В очікуванні                                      |
| Коронавак                               | В очікуванні                                       | Ні але визнаються щеплення з 31 березня 2022 року |
| Спутник V                               | В очікуванні (але призупинено з березня 2022 року) | Ні але визнається щеплення з 31 березня 2022 року |
| CureVac                                 | Запит відкликано                                   | Ні                                                |

Німецький комітет з імунізації спочатку рекомендував ін'єкції вакцин AstraZeneca і Janssen лише особам віком від 60 років після повідомлень про утворення тромбів після вакцинації, але федеральний уряд зробив ці вакцини доступним для всіх 6 травня 2021 року і 10 травня 2021 року відповідно. 10 листопада того ж року комітет з імунізації рекомендував вакцину «Moderna» лише особам від 30 років через підвищений ризик міокардиту та перикардиту для молодих людей, а вакцина Pfizer—Biontech була єдиною рекомендованою вакциною для молодих людей.

## Графік вакцинації

### Пріоритетні групи
На початку вакцинальної кампанії вакцину планували розподілити серед 4 пріоритетних груп.

#### Перша пріоритетна група
Перша пріоритетна група отримала своє перше щеплення 26 грудня 2020 року. До цієї групи входять усі особи віком від 80 років, мешканці будинків для осіб літнього віку та опікуни літніх людей, а також медичний персонал групи ризику.

#### Друга пріорітетна група
До цієї групи входили усі особи віком від 70 до 79 років, люди з захворюваннями високого ризику, або з синдромом Дауна або з психічними розладами, а також особи, які доглядають за ними, доглядають за вагітними жінками та інший медичний персонал, який не входить до групи 1.

#### Третя пріоритетна група
Ця група складалася з усіх осіб віком від 60 до 69 років, осіб із захворюваннями середнього ступеня тяжкості та осіб, які доглядають за ними, працівників державних установ, магазинів та життєво важливої інфраструктури, а також вчителів.

#### Четверта пріорітетна група
Усі особи віком до 60 років, але принаймні віком від 16 років, які не включені до вищезазначених груп вакцинації, отримають щеплення останніми, коли більшість членів трьох пріоритетних груп отримають свою першу дозу. На прес-конференції 26 квітня 2021 року канцлер Ангела Меркель пообіцяла скасувати пріоритетність до червня, а міністр охорони здоров'я Єнс Шпан пізніше оголосив про її припинення 7 червня 2021 року. Однак землі Баден-Вюртемберг, Баварія та Берлін вирішили дозволити цій групі вакцинуватися також через направлення від лікаря, починаючи з 17 травня 2021 року.
27 травня 2021 року канцлер Ангела Меркель оголосила про розширення цього пріоритету, щоб включити дітей віком від 12 до 15 років, за умови, що принаймні одна існуюча вакцина буде схвалена для використання в цьому віковому діапазоні Європейським агентством з лікарських засобів.

### Уповільнення кампанії вакцинації та реакція уряду
8 серпня 2021 року повідомлялося, що у відповідь на зниження попиту на вакцину, зокрема на вакцину Oxford–AstraZeneca проти COVID-19, міністерство охорони здоров'я, починаючи з 16 серпня, розподілятиме вакцини в 16 земель на основі повідомленого попиту, а не максимально можливих кількостей. З тієї ж причини землі передбачили в опитуванні Die Welt, що вони повернуть понад 2 мільйони доз вакцини федеральному уряду. Міністр розвитку Герд Мюллер заявив газеті, що вже обіцяну кількість у 30 мільйонів доз вакцини слід збільшити з огляду на ситуацію, і що наступним кроком є покращення потужностей для внутрішнього виробництва в бідніших країнах.
З 13 по 19 вересня у громадському транспорті, мечетях і на футбольних полях працювали мобільні пункти вакцинації в рамках кампанії з підвищення рівня вакцинації населення.

### Ініціативи щодо запровадження обов'язкової вакцинації
З жовтня 2021 року посилилася підтримка запровадження обов'язкової вакцинації проти COVID-19, і новосформований кабінет Шольца підтримав ініціативи з деякими застереженнями з боку партнера по коаліції ВДП. 10 грудня 2021 року Бундестаг запровадив обов'язкову вакцинацію для працівників клінік і будинків пристарілих.
7 квітня 2022 року жодна із законодавчих пропозицій щодо обов'язкової загальної вакцинації не отримала більшості під час голосування в Бундестазі, і уряд Німеччини вирішив більше не продовжувати ініціативи щодо загальної вакцинації. Зрештою, наприкінці 2022 року припинено дію обов'язкової вакцинації для працівників клінік і будинків пристарілих.

### Інциденти
У серпні 2021 року влада одного з районів на півночі Німеччини виявила, що медсестра ввела фізіологічний розчин замість вакцини, і довелося попросити понад 8 тисяч осіб зробити повторне щеплення проти COVID-19.

## Статистика
Дані про вакцинацію надавались службою охорони здоров'я, оновлювалися кожного робочого дня та відповідали прогресу за попередній день. Починаючи з квітня, щеплення також можна було робити в кабінеті лікаря одночасно із наявним центром вакцинації та мобільними бригадами, а з 7 червня — у кабінеті лікаря компанії. Вакциновані першою доза вважався особою, яка отримала принаймні одну дозу вакцини проти COVID-19, тоді як повністю вакцинований вважався особою, яка завершила процес вакцинації призначеними дозами.

### Вакцинація за федеральною землею
| Федеральна земля                                                   | Щеплене населення | Щеплене населення | Щеплене населення | Відсоток вакцинованого населення | Відсоток вакцинованого населення | Відсоток вакцинованого населення |
| Федеральна земля                                                   | перша доза        | повне щеплення    | бустерна доза     | перша доза                       | повне щеплення                   | вакциноване населення            |
| ------------------------------------------------------------------ | ----------------- | ----------------- | ----------------- | -------------------------------- | -------------------------------- | -------------------------------- |
| Баден-Вюртемберґ                                                   | 7,573,673         | 7,374,131         | 924,137           | 68.2 %                           | 66.4 %                           | 8.3 %                            |
| Баварія                                                            | 9,002,287         | 8,735,431         | 1,335,733         | 68.5 %                           | 66.5 %                           | 10.2 %                           |
| Берлін                                                             | 2,620,248         | 2,526.217         | 461,183           | 71.5 %                           | 68.9 %                           | 12.6 %                           |
| Бранденбурґ                                                        | 1,626,073         | 1,567,530         | 206,972           | 64.2 %                           | 61.9 %                           | 8.2 %                            |
| Бремен                                                             | 4,456,366         | 4,241,163         | 531,825           | 70.8 %                           | 67.4 %                           | 8.5 %                            |
| Гамбурґ                                                            | 1,410,015         | 1,371,397         | 164,664           | 76.1 %                           | 74.0 %                           | 8.9 %                            |
| Гессен                                                             | 4,456,366         | 4,241,163         | 531,825           | 70.8 %                           | 67.4 %                           | 8.5 %                            |
| Мекленбурґ — Передня Померанія                                     | 1,110,893         | 1,074,521         | 146,095           | 69.0 %                           | 66.7 %                           | 9.1 %                            |
| Нижня Саксонія                                                     | 5,856,585         | 5,613,878         | 748,550           | 73.2 %                           | 70.1 %                           | 9.4 %                            |
| Північний Рейн — Вестфалія                                         | 13,447,374        | 12,838,448        | 1,850,983         | 75.0 %                           | 71.6 %                           | 10.3 %                           |
| Райнланд-Пфальц                                                    | 2,957,266         | 2.786,767         | 374,723           | 72.2 %                           | 68.0 %                           | 9.1 %                            |
| Заарланд                                                           | 760,872           | 735,825           | 109,994           | 77.3 %                           | 74.8 %                           | 11.2 %                           |
| Саксонія                                                           | 2,445,570         | 2,351,886         | 303,958           | 60.3 %                           | 58.0 %                           | 7.5 %                            |
| Саксонія-Ангальт                                                   | 1,450,062         | 1,412,577         | 194,687           | 66.5 %                           | 64.8 %                           | 8.9 %                            |
| Шлезвіґ-Гольштайн                                                  | 2,187,755         | 2,113,758         | 306,800           | 75.2 %                           | 72.6 %                           | 10.5 %                           |
| Тюрингія                                                           | 1,356,545         | 1,320,893         | 230,964           | 64.0 %                           | 62.3 %                           | 10.9 %                           |
| Бундесвер / Федеральна поліція Німеччини                           | 194,512           | 186,914           | 10,143            | –                                | –                                | –                                |
|                                                                    |                   |                   |                   |                                  |                                  |                                  |
| Німеччина                                                          | 59,018,263        | 56,795,142        | 7,981,435         | 71.0 %                           | 68.3 %                           | 9.6 %                            |
|                                                                    |                   |                   |                   |                                  |                                  |                                  |
| Загальна кількість введених доз                                    | 120,376,028       | 120,376,028       | 120,376,028       |                                  |                                  |                                  |
|                                                                    |                   |                   |                   |                                  |                                  |                                  |
| Станом на 26 листопада 2021 року за даними Інституту Роберта Коха. |                   |                   |                   |                                  |                                  |                                  |

## Поствакцинальний синдром у Німеччині
Термін «поствакцинальний синдром» використовується в Німеччині, Швейцарії та Австрії у зв'язку з довгостроковими симптомами, дещо схожими на постковідний синдром, і не вказують на певну хворобу чи діагноз. Не було виявлено жодного причинно-наслідкового зв'язку між вакцинацією проти COVID-19 і симптомами, які з'явилися після вакцинації, подібними до таких станів, як синдром хронічної втоми, ортостатична гіпотензія та симптоми, схожі на постковідний синдром, однак післявакцинальний синдром ще мало вивчено.
У Німеччині університетська лікарня Гіссена та Марбурга створила центр лікування та дослідження поствакцинального синдрому.

### Оцінка Інституту Пауля Ерліха
Німецький Інститут Пауля Ерліха публікує звіти про безпеку щодо повідомлень про ймовірні побічні реакції та ускладнення вакцини від коронавірусу, пов'язані зі схваленими вакцинами проти COVID-19, а також вивчає ці звіти. У повідомленні про безпеку від 7 вересня 2022 року, яке охоплює період з 27 грудня 2020 року по 30 червня 2022 року, Інститут Пауля Ерліха вперше посилається на концепцію поствакцинального синдрому та вивчає повідомлення про давні скарги після вакцинації. Було виявлено, що хронічна втома, синдром постуральної ортостатичної тахікардії та легеневі COVID-подібні скарги після вакцинації були не більш поширеними, ніж можна було б очікувати, виходячи з нормальної захворюваності.
Подальша звіти від травня 2023 року про «поствакцинальний синдром» (дані до середини травня 2023 року) та вичерпний звіт про безпечність вакцини (дані до кінця березня 2023 року) від червня 2023 року від Інституту Пауля Ерліха підтвердили. що більше половини зареєстрованих випадків у всьому світі (1452 з 2657 станом на 31 березня 2023 року) поствакцинального синдрому були зареєстровані в Німеччині.

### Реакція німецьких органів охорони здоров'я
Федеральний міністр охорони здоров'я Німеччини Карл Лаутербах згадав у телеінтерв'ю ZDF 12 березня 2023 року про появу погіршення стану здоров'я після вакцинації проти коронавірусу та поствакцинального синдрому. Лаутербах вказав, що проти них ще немає ні ліків, ні методу лікування. Він пообіцяв матеріальну допомогу постраждалим.
З кінця березня 2023 року міністерство охорони здоров'я Баварії створило гарячу телефонну лінію для людей, які підозрюють у себе поствакцинальний синдром.